# Мая Дългъчева
Мая Дългъчева е българска писателка, авторка на книги за деца и възрастни, песни, пиеси и др.

## Биография
Родена е на 5 май 1967 година в Стара Загора. Основна част от творчеството ѝ е насочено към децата. Жанровете са разнообразни – приказки, стихотворения, гатанки, песни, мюзикъли, куклени спектакли.
Творби на Мая Дългъчева са преведени на английски, руски, немски, френски, испански, сръбски. Присъстват в редица поетични антологии в България и в чужбина, както и в учебници, сборници и помагала за предучилищна и начална възраст.
Живее в Германия.
Получава две номинации за световната възпоменателна награда „Астрид Линдгрен“.
В 2022 година е отличена с наградата „Христо Г. Данов“ в категорията „Издание за деца“ за книгата си „Какво е да си майка“ (изд. „Жанет 45“).

## Творчество

### Стихосбирки
- „Семки от ябълката“, ИК „Марица“, 2000
- „Друга приказка“, ИК „Жанет 45“, 2005
- „Девети дом“, ИК „Жанет 45“, 2010
- „Приказка за малките неща“, ИК „Захарий Стоянов“, 2011

### Книги за деца
- „Слон и чадър“, ИК „Дамян Яков“, 1999.
- „Скубльо – надхитреният пират“, ИК „Хермес“, 2003.
- „Стрина Мецандра на маскен бал“, ИК „Хермес“, 2003.
- „Папийонка за великия Щуралди“, ИК „Хермес“, 2004.
- „Подслон за Триточка“, ИК „Хермес“, 2004.
- „Как гъсеничката се събуди или как се раждат пеперуди“, ИК „Багри“, 2007
- „Как се лекува лъвски страх без пердах“, ИК „Багри“, 2007
- „Как едно петле се разболяло и без него слънцето изгряло“, ИК „Багри“2008
- „Как един ден белият свят бил оцветен“, ИК „Багри“, 2008
- „Пъстри приказалки“ ИК „Жанет 45“, 2007
- „Коледните чудеса“, ИК „Жанет 45“, 2008
- „На какво ухае зимата“, ИК „Дамян Яков“, 2011
- „Уча буквите с гатанки“, ИК „ПАН“, 2011
- „Лодка с патешка походка“, ИК „ПАН“, 2011
- „Приказки от Оная гора“, ИК „Жанет 45“, 2012, 2016, 2019)
- „Разкажи ми в рими“, Булвест, 2015
- „Топлото човече“, ИК „Жанет 45“, 2017
- „Как Кученцето си намери дом“, ИК „Жанет 45“, 2019

### Образователно-възпитателна поредица „Първите седем“
Авторка и редакторка е и на художествените текстове в поредицата издания с образователно-възпитателна насоченост за предучилищна възраст „Първите седем“, одобрена от МОН. Поредицата включва разнообразни по съдържание броеве, всеки от които е посветен на една нравствена или образователна тема. Всяка книжка е своеобразен проект по съответната тема и съдържа нови детски песни, приказки, пиеси, рецепти за сладкиши, кройки, маски, музикално подвижни игри и много други предложения, които предполагат активно участие на детето.

### Куклени пиеси
Авторка е на куклените пиеси:
- „Бър-бър-бър за слон и чадър“ – Театър „Завеса“ и Столичен куклен театър, Драматично-куклен театър „Иван Димов“, гр. Хасково,
- „Как се лекува лъвски страх“ – Драматично-куклен театър „Иван Димов“, гр. Хасково,
- „Пеперудена магия“ – театър „Дани и Деси“.
- Пиесите „Коледните чудеса“, „Коледунка“, „Бабомартенска приказка“, „Как яйцата повярваха в чудесата“ се играят в продължение на години в цялата страна.

### Детски мюзикъли
Авторка е на редица детски мюзикъли, представени в рамките на Националния фестивал за оперно и балетно изкуство в гр. Стара Загора, сред които: „Златна българска приказка“, „Храбрият оловен войник“, „Василиса Прекрасна“, „Джуджето Дългоноско“, „Снежната царица“, „Палечка“.
Заедно с Детска вокална формация „Маргаритки“, гр. Стара Загора създава редица образователни мюзикъли за деца, чиито теми са здравето и хигиената, устройство на Слънчевата система, екология и опазване на защитените видове, история на музиката и др. Мюзикълът „Космическа приказка“ в изпълнение на Детска вокална формация „Маргаритки“ е игран с успех на сцената на Държавна опера, гр. Стара Загора, на столична сцена – Младежки театър, а също – в Австрия, Германия, Словения, Унгария.

### Детски песни
По нейни текстове са създадени над 200 детски песни, голяма част от които присъстват в учебниците по музика за предучилищна и начална степен. Сред тях са „Песен за Доброто“, „Седем лунички“, „Благо и Даря" и др. През годините работи с композиторите Хайгашод Агасян, Борис Карадимчев, Светослав Лобошки, Емил Струнджев, Маргарита Шоселова, Жанина Янкулова, Красимир Милетков, Веселина Драголова-Данаилова и др.

## Признание и награди
- Носителка на отличието „Златен век“ на Министерството на културата (2006)
- Приз в международния конкурс за приказка „Europe in a fairytale“ (2007)
- Носителка на Наградата на Съюза на българските писатели за детска литература (2009)
- Носителка на Националната награда за детска литература „Константин Константинов“ в категория „Автор“ (2009)
- Носителка на Националната награда за детска литература „Петя Караколева“ с книгата си „Приказки от Оная гора“ (2013).[3]
- Номинация за Astrid Lindgren Memorial Award (2019 Архив на оригинала от 2019-02-19 в Wayback Machine.)
- Номинация за Astrid Lindgren Memorial Award (2020 Архив на оригинала от 2019-12-12 в Wayback Machine.)